# Омонзе
Омонзе (фр. Aumontzey) насеље је и општина у североисточној Француској у региону Лорена, у департману Вогези која припада префектури Сен Дије де Вогез.
По подацима из 2011. године у општини је живело 498 становника, а густина насељености је износила 147,77 становника/km². Општина се простире на површини од 3,37 km². Налази се на средњој надморској висини од 471 m метара (максималној 732 m, а минималној 454 m m).

## Демографија
| 1962. | 1968. | 1975. | 1982. | 1990. | 1999. | 2011. |
| ----- | ----- | ----- | ----- | ----- | ----- | ----- |
| 469   | 459   | 505   | 450   | 436   | 442   | 498   |

График промене броја становника у току последњих година